# 10-es villamos (Budapest)
A budapesti 10-es jelzésű villamos Rákospalota, Dózsa György út (visszafelé Rákospalota, Kossuth utca néven) és Újpest, Megyeri csárda között közlekedett. A járatot a Budapesti Közlekedési Vállalat üzemeltette.

## Története

### A Király utcai 10-es villamos (1906–1949)
A Budapesti Villamos Városi Vasút 1891. július 22-én adta a forgalomnak a belvárost Zuglóval összekötő viszonylatának első szakaszát, mely ekkor még csak a Városligettől a Lövölde téren át Király utca és a Nagykörút kereszteződéséig közlekedett. (A vágányok a körutat keresztezve a Zeneakadémia épülete előtt értek véget.) 1893. augusztus 5-én indult meg a forgalom az Andrássy útig meghosszabbított szakaszon, ekkortól a Nagykörutat keresztező villamosok a terézvárosi templom előtt a Nagymező utcába fordultak. 1906. november 6-án készült el a harmadik szakasz. Ettől az időponttól kezdve működött az előzetes terveket tekintve teljes kiépítésű járat a Városliget és a Szabadság tér között a Király és a Nagymező utcákon át. A viszonylatszámok bevezetésével 1910-ben a 10-es jelzést kapta. 1914-ben már a BVVV második legforgalmasabb villamosvonala volt, évi ötmillió fős utasforgalommal.
1926-ban, az Akadémia utcai vonal kiépültével útvonala módosult, a Nádor utca helyett a Széchenyi utcán és az Akadémia utcán át érte el az Országház teret és innen a Báthory utcát. 1928-ban a városligeti végállomását a Podmaniczky utcához helyezték át. 1932. július 18-án útvonala a Hold utcáig rövidült. 1932. szeptember 24-étől a városligeti végállomását ismét áthelyezték. 1942. május 4-én a vonalon forgalomba álltak a sínautóbuszok is, a gumiköpeny- és üzemanyaghiány miatti kényszermegoldásként.
1946. február 13-án újraindult a járat a Kossuth tér – Keleti pályaudvar útvonalon, majd nem sokkal később az eredeti útvonalnak megfelelően a Városliget és a Kossuth tér között. 1949. december 10-én a 70-es trolibusz építése miatt megszűnt, a troli átadásáig (december 11–21. között) pótlóbusz közlekedett helyette.

### Az újpesti 10-es villamos (1950–1985)
Rögtön a Király utcai 10-es viszonylat megszűnését követő évben, 1950-ben már Újpesten tűnt fel a 10-es villamos: az Újpest, Víztorony – Újpest, Fóti út útvonalon közlekedő viszonylat kapta meg a szabaddá vált járatszámot. 1954. szeptember 6-án a Megyeri csárdáig hosszabbították, kiváltva ezzel a 87-es villamost. 1955. április 1-jén betétjáratot kapott 10A (Rákospalota, Kossuth utca – Újpest, Fóti út), majd 1960-ban 10B (Egyesült Izzó – Újpest, Víztorony) jelzéssel is. 1961-ben a 10B megszűnt, a 10A (június 4-én) R jelzést kapott és csak a munkanapi csúcsidőszakokban járt. Két hónappal később, augusztus 21-én újraindult a 10A, ekkor már csak Újpest Víztorony és Újpest, Fóti út között közlekedett. 1971-ben a 10A-t is megszüntették, majd az Árpád úti felüljáró átadása után újraindították, az alapjárattal együtt meghosszabbítva Rákospalota, Kossuth utcáig. 1977. október 10-én az Árpád úti vágányépítés miatt a 10-es és a 10A villamos megszűnt. November 15-én újraindult a Megyeri csárda és a Nyugati pályaudvar között. December 20-ától ismét Rákospalotáról indult és ugyanekkor újraindult a 10A villamos is a Kossuth utca és a Fóti út között. A betétjáratot 1980. december 31-én megszüntették, majd 1982. május 3-án a 3-as és az 55-ös villamos megszűnése miatt újraindították. 1984. augusztus 31-én megszűnt a 10A betétjárat, majd 1985. május 31-én a 10-es villamos is. Forgalmát a 104-es és a 96 buszjáratok vették át.

## Útvonala
| Újpest, Megyeri csárda felé | Rákospalota, Kossuth utca felé |
| --- | --- |
| Rákospalota, Dózsa György út vá. – Dózsa György út – Czabán Samu tér – Ságvári Endre utca – Hubay Jenő tér – felüljáró – Árpád út – Váci út – Újpest, Megyeri csárda vá. | Újpest, Megyeri csárda vá. – Váci út – Árpád út – felüljáró – Hubay Jenő tér – Ságvári Endre utca – Czabán Samu tér – Dózsa György út – Juhos utca – Kis-mező utca – Rákospalota, Kossuth utca vá. |

## Megállóhelyei
| 0  | Rákospalota, Dózsa György út (↓) Rákospalota, Kossuth utca (↑) végállomás | 17 | 24, 70 12                               |
| 1  | Czabán Samu tér                                                           | 16 | 70, 177                                 |
| 2  | Hubay Jenő tér                                                            | 15 | 25, 25, 70, 96, 96                      |
| 3  | Víztorony (↓) Geduly utca (↑)                                             | 14 | 3V, 43, 120, 121                        |
| 4  | Árpád Kórház (↓) Povázsay György utca (↑)                                 | 13 | 3V, 43, 96, 120                         |
| 5  | Tito utca                                                                 | 12 | 3V, 20, 20, 43, 84, 96, 120             |
| 6  | Erzsébet utca                                                             | 11 | 3V, 43, 120                             |
| 7  | Bajcsy-Zsilinszky út                                                      | 10 | 3V, 30, 30, 43, 84, 96, 120, 147 12, 14 |
| 8  | Berzeviczky Gergely utca (↓) Temesvári utca (↑)                           | 9  | 3V, 43                                  |
| 9  | Váci út (↓) Árpád út (↑)                                                  | 8  | 3V, 43, 43, 84, 96, 184                 |
| 10 | Táncsics Mihály utca                                                      | 7  | 3V, 43, 43, 84, 96, 184                 |
| 11 | Lipták utca (↓) Zsilip utca (↑)                                           | 6  | 43, 96                                  |
| 12 | Paksi József utca (↓) Timár utca (↑)                                      | 5  | 43, 96                                  |
| 13 | Tungsram                                                                  | 4  | 43, 47, 96, 96                          |
| 14 | Hoffmann Ottó utca                                                        | 3  | 47, 96                                  |
| 15 | Fóti út                                                                   | 2  | 43, 47, 96, 96                          |
| 16 | Kálvin János utca                                                         | 1  | 43                                      |
| 17 | Újpest, Megyeri csárda végállomás                                         | 0  |                                         |

### Útvonaldiagram
- A rákospalotai végállomás vágányhálózata (1985). villamosok.hu. (Hozzáférés: 2017. január 21.)
- A Komját Aladár utca–Árpád út kereszteződés vágányhálózata (1985). villamosok.hu. (Hozzáférés: 2017. január 21.)
- A Czabán Samu tér vágányhálózata (1985). villamosok.hu. (Hozzáférés: 2017. január 21.)
- Újpest-Központ vágányhálózata (1985). villamosok.hu. (Hozzáférés: 2017. január 21.)
- A Váci út–Árpád út kereszteződés vágányhálózata (1985). villamosok.hu. (Hozzáférés: 2017. január 21.)
- A Váci út–Zsilip utca kereszteződés vágányhálózata (1985). villamosok.hu. (Hozzáférés: 2017. január 21.)
- A Váci út–Fóti út kereszteződés vágányhálózata (1985). villamosok.hu. (Hozzáférés: 2017. január 21.)
- Tovább a Váci úton: az Árpád úttól a Fóti útig. hampage.hu. (Hozzáférés: 2017. január 21.)
- Villamosok Újpesten és Rákospalotán I.. hampage.hu. (Hozzáférés: 2017. január 21.)
- Villamosok Újpesten és Rákospalotán II.. hampage.hu. (Hozzáférés: 2017. január 21.)
- Villamosok Újpesten és Rákospalotán III.. hampage.hu. (Hozzáférés: 2017. január 21.)